# Butlletí Oficial del Principat d'Astúries
El Butlletí Oficial del Principat d'Astúries (Boletín Oficial del Principáu d'Asturies, BOPA) és el diari oficial de la comunitat autònoma del Principat d'Astúries. S'hi publiquen les disposicions generals, actes administratius i texts que, en virtut de disposició legal o reglamentària, hagin de ser obligatòriament publicats en el mateix per la seva validesa legal o eficàcia jurídica.